# Duhan
Duhan (lat. Nicotiana) rod je biljaka iz porodice Solanaceae kojoj, uz još neke, također pripadaju rajčica i krumpir. Zajednička im je osobina alkaloid nikotin koji biljka duhana proizvodi u korijenu, a odlaže ga u listovima. Time je duhan jedna relativno snažna droga.

## Opis
Duhan je zeljasta biljka čiji se osušeni listovi prerađuju u cigarete, cigare, duhan za lule te duhan za žvakanje i duhan za šmrkanje.

## Vrste
1. Nicotiana acaulis Speg.
2. Nicotiana acuminata (Graham) Hook.
3. Nicotiana africana Merxm.
4. Nicotiana alata Link & Otto
5. Nicotiana ameghinoi Speg.
6. Nicotiana amplexicaulis N. T. Burb.
7. Nicotiana arentsii Goodsp.
8. Nicotiana attenuata Torr. ex S. Watson
9. Nicotiana azambujae L. B. Sm. & Downs
10. Nicotiana benavidesii Goodsp.
11. Nicotiana benthamiana Domin
12. Nicotiana bilybara M.W.Chase & Christenh.
13. Nicotiana bonariensis Lehm.
14. Nicotiana bungonia M.W.Chase & Taseski; sp. nov., 2023
15. Nicotiana burbidgeae Symon
16. Nicotiana candelabra M.W.Chase & Christenh.; 2022
17. Nicotiana cavicola N.T.Burb.
18. Nicotiana clarksonii M.W.Chase & Christenh.; sp. nov. 2023
19. Nicotiana clevelandii A.Gray
20. Nicotiana cordifolia Phil.
21. Nicotiana corymbosa J.Rémy
22. Nicotiana cutleri D' Arcy
23. Nicotiana erytheia M.W.Chase & Christenh.; sp. nov. 2023
24. Nicotiana excelsior (J. M. Black) J. M. Black
25. Nicotiana exigua H.-M.Wheeler
26. Nicotiana fatuhivensis F. Br.
27. Nicotiana faucicola Conran & M. W. Chase
28. Nicotiana forgetiana Hort. Sand. ex Hemsl.
29. Nicotiana forsteri Roem. & Schult.
30. Nicotiana fragrans Hook.
31. Nicotiana frigida Phil.
32. Nicotiana gandarela Augsten & Stehmann
33. Nicotiana gascoynica M. W. Chase & Christenh.
34. Nicotiana gibbosa M.W.Chase, D.D.Andrew & J.J.Bruhl; sp. nov., 2023
35. Nicotiana glauca Graham
36. Nicotiana glutinosa L.
37. Nicotiana goodspeedii Wheeler
38. Nicotiana gossei Domin
39. Nicotiana hesperis N.T.Burb.
40. Nicotiana heterantha Symon & Kenneally
41. Nicotiana hoskingii M. W. Chase, Palsson & Christenh.
42. Nicotiana ingulba J.M.Black
43. Nicotiana insecticida M. W. Chase & Christenh.
44. Nicotiana karara M.W.Chase & Christenh.; sp. nov. 2023
45. Nicotiana karijni M. W. Chase & Christenh.
46. Nicotiana kawakamii Y. Ohashi
47. Nicotiana knightiana Goodsp.
48. Nicotiana langsdorffii Schrank
49. Nicotiana latifolia M.W.Chase & Christenh.; sp. nov. 2023
50. Nicotiana latzii M.W.Chase, R.W.Jobson & Christenh.; sp. nov. 2023
51. Nicotiana linearis Phil.
52. Nicotiana longiflora Cav.
53. Nicotiana maritima Wheeler
54. Nicotiana megalosiphon Van Heurck & Müll. Arg.
55. Nicotiana miersii J. Rémy
56. Nicotiana monoschizocarpa (P. Horton) Symon & Lepschi
57. Nicotiana murchisonica M. W. Chase & Christenh.
58. Nicotiana mutabilis Stehmann & Semir
59. Nicotiana noctiflora Hook.
60. Nicotiana notha M. W. Chase & Christenh.
61. Nicotiana nudicaulis S. Watson
62. Nicotiana obtusifolia M. Martens & Galeotti
63. Nicotiana occidentalis H.-M.Wheeler
64. Nicotiana olens M.W.Chase & Christenh.; sp. nov. 2023
65. Nicotiana otophora Griseb.
66. Nicotiana paa Mart. Crov.
67. Nicotiana paniculata L.
68. Nicotiana pauciflora J. Rémy
69. Nicotiana paulineana Newbigin & P. M. Waterh.
70. Nicotiana petunioides (Griseb.) Millán
71. Nicotiana pila M. W. Chase & Christenh.
72. Nicotiana plumbaginifolia Viv.
73. Nicotiana praecipitis M.W.Chase & K.Durham; sp. nov. 2023
74. Nicotiana quadrivalvis Pursh
75. Nicotiana raimondii J. F. Macbr.
76. Nicotiana repanda Willd. ex Lehm.
77. Nicotiana rosulata (S. Moore) Domin
78. Nicotiana rotundifolia Lindl.
79. Nicotiana rupestris M.W.Chase & Christenh.; 2022
80. Nicotiana rupicola Santilli, De Schrevel, Lavandero & Dandois
81. Nicotiana rustica L.
82. Nicotiana salina M. W. Chase, M. F. Fay & Christenh.
83. Nicotiana scopulorum M.W.Chase & Christenh.; 2022
84. Nicotiana sessilifolia (P.Horton) M.W.Chase & Christenh.
85. Nicotiana setchellii Goodsp.
86. Nicotiana simulans N. T. Burb.
87. Nicotiana solanifolia Walp.
88. Nicotiana spegazzinii Millán
89. Nicotiana stenocarpa H.-M.Wheeler
90. Nicotiana stocktonii Brandegee
91. Nicotiana suaveolens Lehm.
92. Nicotiana sylvestris Speg.
93. Nicotiana tabacum L.
94. Nicotiana thyrsiflora Goodsp.
95. Nicotiana tomentosa Ruiz & Pav.
96. Nicotiana tomentosiformis Goodsp.
97. Nicotiana truncata Symon
98. Nicotiana umbratica N. T. Burb.
99. Nicotiana undulata Ruiz & Pav.
100. Nicotiana velutina Wheeler
101. Nicotiana walpa M. W. Chase, Dodsworth & Christenh.
102. Nicotiana wigandioides C. Koch & Fintelm.
103. Nicotiana wuttkei J. R. Clarkson & Symon
104. Nicotiana yandinga M. W. Chase & Christenh.
105. Nicotiana × flindersiensis Nicholls
106. Nicotiana × sanderae W. Watson

## Proizvodnja
Svjetska proizvodnja duhanskih proizvoda, ponajprije cigareta, procjenjuje se na preko 7 milijuna tona godišnje. Više od polovine ove količine proizvodi se u Kini i Indiji, ali svjetskim tržištem duhana vladaju gigantske američke korporacije.